# Abdullah Marafee
Abdullah Marafee (13 aprile 1992) è un calciatore qatariota, centrocampista dell'Al-Arabi e della nazionale qatariota.

## Caratteristiche tecniche
È un mediano con grande visione di gioco, noto per la sua capacità di controllare il ritmo della partita. Sebbene non sia particolarmente alto (165 cm), la sua agilità e il suo ottimo posizionamento gli permettono di essere sempre presente nelle azioni cruciali. Marafee è abile nel recupero palla, con un buon senso tattico che gli consente di anticipare gli avversari. È anche un giocatore che riesce a distribuire il gioco con precisione, creando occasioni sia per sé che per i suoi compagni di squadra. La sua tecnica nei passaggi corti e lunghi lo rende molto utile nelle transizioni, sia difensive che offensive. Inoltre, è noto per la sua resistenza e il suo impegno durante tutta la durata della partita, risultando spesso una figura centrale nel centrocampo della sua squadra. 

## Carriera

### Club
Abdullah Marafee inizia la sua carriera calcistica con l'Al-Arabi, club qatariota con cui gioca fin dal 2011. Nel corso della sua carriera al club, Marafee si è affermato come uno dei principali centrocampisti, diventando un elemento fondamentale per la squadra. Con l'Al-Arabi ha accumulato oltre 180 presenze, segnando 1 gol. La sua abilità nel controllare il gioco e nel recupero palla lo ha reso un giocatore chiave nel centrocampo della sua squadra.  

### Nazionale
È stato convocato dal CT Carlos Queiroz per rappresentare la nazionale qatariota nella CONCACAF Gold Cup 2023.

## Statistiche

### Cronologia presenze e reti in nazionale
| Cronologia completa delle presenze e delle reti in nazionale ― Qatar | Cronologia completa delle presenze e delle reti in nazionale ― Qatar | Cronologia completa delle presenze e delle reti in nazionale ― Qatar | Cronologia completa delle presenze e delle reti in nazionale ― Qatar | Cronologia completa delle presenze e delle reti in nazionale ― Qatar | Cronologia completa delle presenze e delle reti in nazionale ― Qatar | Cronologia completa delle presenze e delle reti in nazionale ― Qatar | Cronologia completa delle presenze e delle reti in nazionale ― Qatar |
| Data                                                                 | Città                                                                | In casa                                                              | Risultato                                                            | Ospiti                                                               | Competizione                                                         | Reti                                                                 | Note                                                                 |
| -------------------------------------------------------------------- | -------------------------------------------------------------------- | -------------------------------------------------------------------- | -------------------------------------------------------------------- | -------------------------------------------------------------------- | -------------------------------------------------------------------- | -------------------------------------------------------------------- | -------------------------------------------------------------------- |
| 1-9-2021                                                             | Debrecen                                                             | Qatar                                                                | 0 – 4                                                                | Serbia                                                               | Amichevole                                                           | -                                                                    | 85’                                                                  |
| 19-6-2023                                                            | Ritzing                                                              | Qatar                                                                | 0 – 1                                                                | Nuova Zelanda                                                        | Amichevole                                                           | -                                                                    |                                                                      |
| 2-7-2023                                                             | Santa Clara                                                          | Messico                                                              | 0 – 1                                                                | Qatar                                                                | Gold Cup 2023 - 1º turno                                             | -                                                                    | 54’                                                                  |
| 8-7-2023                                                             | Arlington                                                            | Panama                                                               | 4 – 0                                                                | Qatar                                                                | Gold Cup 2023 - Quarti di finale                                     | -                                                                    | 66’                                                                  |
| 7-9-2023                                                             | Al Wakrah                                                            | Qatar                                                                | 1 – 2                                                                | Kenya                                                                | Amichevole                                                           | -                                                                    | 46’                                                                  |
| 13-10-2023                                                           | Amman                                                                | Iraq                                                                 | 0 – 0                                                                | Qatar                                                                | Amichevole                                                           | -                                                                    | 69’                                                                  |
| 21-3-2024                                                            | Doha                                                                 | Qatar                                                                | 3 – 0                                                                | Kuwait                                                               | Qual. Mondiali 2026                                                  | -                                                                    | 46’                                                                  |
| Totale                                                               |                                                                      | Presenze                                                             | 7                                                                    |                                                                      | Reti                                                                 | 0                                                                    |                                                                      |

## Palmarès
- Coppa dell'Emiro del Qatar: 1

Al-Arabi: 2023